# Ida Aalle-Teljo
Ida Aalle-Teljo, née Ida Ahlstedt le 6 mai 1875 à Nurmijärvi (grand-duché de Finlande, Empire russe) et morte le 17 juin 1955 à Helsinki (Finlande), est une syndicaliste et femme politique finlandaise membre du Parti social-démocrate (SDP). Elle est députée entre 1907 et 1917, comptant parmi les premières femmes parlementaires de l'histoire du pays.

## Biographie

### Origines et débuts professionnels
Fille de Juho Ahlstedt et Maria Magdalena Eerikintytär, Ida Ahlstedt est issue d'une fratrie de sept enfants. Elle travaille comme domestique, jusqu'à ce qu'elle soit envoyée à Helsinki avec ses frères et sœurs à l'âge de neuf ans, afin de travailler dans la boulangerie d'un membre de sa famille. Elle se forme comme boulangère-sucrière.

### Syndicalisme et politique

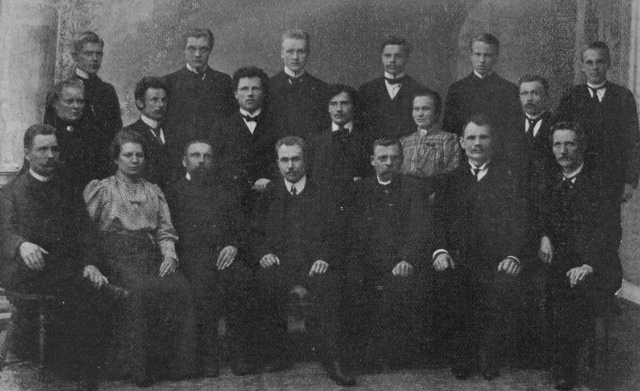
Dirigeants sociaux-démocrates en 1906. Ida Ahlstedt est en bas à gauche.

À la fin des années 1890, Ida Ahlstedt s'implique dans le mouvement social. Elle participe aux cours par correspondance de la Société nationale des Lumières et assiste aux réunions de l'Association de sobriété Koito et de l'Association des travailleurs d'Helsinki. En 1898, elle prend part à la fondation de la section féminine du Syndicat des travailleurs d'Helsinki, dont elle est également la première présidente, jusqu'en 1901. En 1899, elle participe à la réunion fondatrice du Parti social-démocrate (SDP) organisée à Turku. Elle est élue première présidente de l'Union des travailleuses, poste qu'elle occupe jusqu'en 1921. Elle est aussi la seule femme élue au premier comité du SDP. Elle est membre du comité du parti dans les années 1899-1903 et 1905-1906.
Au cours des années 1900, Ida Ahlstedt est porte-parole itinérante du SDP. Elle défend activement le suffrage universel. À l'automne 1903, à l'invitation du militant ouvrier Reino Drockila (en), elle rejoint les activités du Kagaali, mouvement qui s'engage dans une résistance passive aux mesures de russification. Ida Ahlstedt s'installe à Kotka et fonde une cuisine populaire, qui est également un lieu de propagande anti-russe. L'entreprise doit fermer dès mai 1904 après une descente des gendarmes. Cependant, Ida Ahlstedt évite d'être arrêtée et retourne à Helsinki. Pendant son séjour à Kotka, elle est vice-présidente de l'association syndicale locale.
Au cours de l'été 1904, des militants syndicaux fondent à Helsinki des comités prolétariens secrets, dont les principales forces sont les femmes du Syndicat des travailleurs d'Helsinki, dirigé par Ida Ahlstedt. Alors qu'elle organise des appels à la grève, elle est arrêtée à plusieurs reprises. En 1905, elle continue de voyager à travers le pays en tant qu'agitatrice du SDP ; elle se rend aussi en Suède et au Danemark pour se familiariser avec les activités des sociaux-démocrates locaux. Lors de la grande grève de l'automne 1905, elle est élue membre du comité de grève d'Helsinki ; elle prononce des discours lors de réunions dans la capitale. À l'issue des premières élections parlementaires organisées en mars 1907, elle est élue au Parlement dans la circonscription sud du comté de Turku. Elle est députée sans interruption jusqu'en octobre 1917.
En août 1910, elle participe en tant que représentante officielle de la Finlande au congrès international des femmes organisé à Copenhague, où il est décidé de célébrer la Journée internationale de la femme. Hilda Herrala, Aura Kiiskinen, Hilja Pärssinen et Miina Sillanpää sont également présentes à cet événement. En 1912, Ida Ahlstedt épouse le chef d'orchestre Kyösti Teljo (fi).

### Guerre civile de 1918
Avant la guerre civile de 1918, la Ligue des femmes sociales-démocrates avait une attitude négative à l'égard des conflits armés. Après le déclenchement de la guerre, Ida Aalle-Teljo reste connue comme une farouche opposante à l'armement des femmes. Cependant, sur proposition de la Ligue, elle est nommée membre du Parlement rouge, ou Conseil principal des travailleurs ; elle prend la parole sur le front et dans des marchés.
En raison de ses activités, Ida Aalle-Teljo doit fuir Helsinki à la mi-avril, à la fin de la guerre. Elle et son mari se rendent d'abord à Kotka, où elle prononce un discours lors de la célébration locale du 1er mai. Elle est également l'une des signataires de la déclaration de négociation de paix du 1er mai, aux côtés de 40 autres dirigeants syndicaux. Lorsque des députés du SDP et d'autres dirigeants syndicaux commencent à être exécutés juste après la capitulation, le couple décide de fuir à travers la Russie soviétique vers l'Estonie, le 3 mai. Ils sont arrêtés en mars 1919 à Tallinn ; ils sont renvoyés en Finlande. Ida Aalle-Teljo est condamné à 12 ans de prison pour trahison. Plus tard, toutefois, sa peine de prison est raccourcie et elle est libérée en janvier 1922.

### Après 1918
Après sa libération, Ida Aalle-Teljo n'a plus d'argent et est au chômage, mais le Parti social-démocrate l'embauche immédiatement comme conférencière itinérante. Le couple vit quelque temps à Pori, jusqu'à ce que Kyösti Teljo déménage à Kotka pour occuper un nouvel emploi, en 1923. Ida Aalle-Teljo ouvre une boulangerie et un café dans la ville grâce à des prêts et, vers la fin de la décennie, elle crée un restaurant haut de gamme appelé Mokka. Elle s'investit également dans la politique locale en tant que conseillère municipale de Kotka, entre 1929 et 1933. Lors de l'élection présidentielle de 1931, elle soutient Väinö Tanner.
Après la mort de son mari en 1933, Ida Aalle-Teljo agrandit son entreprise avec ses sœurs ; en parallèle, elles font construire une maison dans le centre-ville de Kotka. Au cours de ses dernières années, Ida Aalle-Teljo est active dans le domaine des soins aux personnes âgées : elle est considérée comme l'une des pionnières du fonctionnement des maisons de retraite finlandaises. Dans les années 1940, elle participe ainsi à la fondation de la maison de retraite Koskenrintine à Kotka et à la maison de retraite Käpyrintine à Helsinki. Entre 1953 et 1955, Ida Aalle-Teljo est présidente de la Fédération des services aux personnes âgées et aux voisins. Elle lègue ses biens aux maisons de retraite qu'elle a fondées et à l'Association des femmes sociales-démocrates.
Elle meurt en 1955.